# Don’t Come Home Too Soon
A Don't Come Home Too Soon a skót labdarúgó-válogatott hivatalos dala volt az 1998-as labdarúgó-világbajnokságon. A dalt a Del Amitri skót együttes írta, és az énekes azért fohászkodik, hogy a válogatott „ne jöjjön haza túl hamar”, vagyis a skótok – korábbi szerepléseikkel ellentétben – ne essenek ki túl korán a bajnokságból. Ennek ellenére már a csoportkörben kiestek.

## Keletkezése
Az Egyesült Királyságban nagy hagyományuk van a „focihimnuszoknak”, a klubcsapatokat és válogatottakat biztató, dicsőítő énekeknek – sőt, nagylemezeknek – melyeket nem egyszer híres együttesek írnak, és esetenként a labdarúgók is részt vesznek az előadásban. A brit focihimnuszok aranykora az 1970-es, 1980-as években volt, és a skót válogatott számára is minden világbajnoki szerepléshez hivatalos dalokat írtak.
Az 1980-as évek skót himnuszainak kritikai sikertelensége után az 1998-as szerepléshez a neves Del Amitri együttes számát használták a válogatott hivatalos dalaként. A Don't Come Home Too Soon 1997 novemberében készült; eredetileg nem focihimnusznak írták, és nem is egyesíti az ilyen dalok jellemzőit: optimizmus és büszkeség helyett egy melankólikus, aggódó ballada, mely csak annyit kíván, hogy a csapat ne szégyenítse meg magát túlságosan.
A dal felkerült a Music of the World Cup: Allez! Ola! Olé! nagylemezre, az 1998-as labdarúgó-világbajnokság hivatalos albumára. Bár a brit kislemezlistán a 15. helyig jutott, a focirajongók körében nem aratott osztatlan tetszést. Videóklipjét 1998 májusában forgatták a Glasgow Prestwick repülőtéren, és ugyanebben a hónapban adták ki a dalt kislemezen.
1998 után Skócia többet nem jutott ki világbajnokságra, és a zeneipar is változásokon ment keresztül, így nem készült több dal a skót válogatott számára.

## A VB-szereplés
A skótok jogosan bíztak abban, hogy továbbjutnak a csoportból. Az első mérkőzésen jól játszottak, bár végül kikaptak a braziloktól. Ezután döntetlent játszottak a norvégokkal, de még mindig volt esélyük a továbbjutásra abban az esetben, ha a harmadik körben legyőzik Marokkót, a brazilok pedig a norvégokat. A papírforma azonban nem jött be: a marokkóiak 3:0-ra nyertek, a brazilok pedig kikaptak. A skótok a csoport utolsó helyén végeztek.

## Dallista
A kislemez dalai:
1. Don't Come Home Too Soon
2. Three Little Words
3. Paper Thin
4. Don't Come Home Too Soon (instrumental)